# Guillem IV del Regne Unit
Guillem IV del Regne Unit (Palau de Buckingham, Londres, 21 d'agost de 1765 - Castell de Windsor, Berkshire, 20 de juny de 1837). Últim rei conjunt del Regne Unit i del regne de Hannover des de 1830 al 1837. La seva intervenció política fou vertaderament escassa, essent un regnat en què la llibertat de moviments de l'executiu britànic fou important tot i que fou l'últim monarca que mostrà la seva disconformitat a una llei del primer ministre aprovada al parlament.
Nascut el 21 d'agost de 1765 al Palau de Buckingham a Londres, Guillem era fill del rei Jordi III del Regne Unit i de la princesa Carlota de Mecklenburg-Strelitz. El príncep era net del príncep Frederic del Regne Unit i de la princesa Augusta de Saxònia-Gotha per via paterna mentre que via materna era net del príncep Carles Lluís de Mecklenburg-Strelitz i de la princesa Elisabet de Saxònia-Hildburghausen.
Fou batejat al Palau de Saint James de Londres el setembre de 1765. De ben jove entrà a la Marina britànica participant activament amb la Marina a la guerra d'independència dels Estats Units. El rei Jordi III el creà duc de Clarence i de Saint Andrew a pesar de saber que el vot del seu fill a partir d'aquell moment a la Cambra dels Lords seria contrari als interessos del rei pel seu caràcter progressista.
Per mediació del seu germà, el príncep Adolf del Regne Unit, duc de Cambridge, es casà amb la princesa Adelaida de Saxònia-Meiningen filla del duc Jordi I de Saxònia-Meiningen i de la princesa Lluïsa de Hohenlohe-Lagenburg. La parella casada l'any 1818 al Palau de Kew a Londres tingueren dues filles:
- Carlota (1819-1819), només va viure uns dies a Hannover
- Elisabet (1820-1821)

Amb la mort del rei Jordi IV del Regne Unit sense descendència l'any 1830, el duc de Clarence ascendí al tron amb el nom de Guillem IV del Regne Unit. A partir d'aquest moment s'iniciaren anys de profundes reformes al país. El primer ministre del rei fou el duc de Wellington que fou substituït pel liberal comte de Grey.

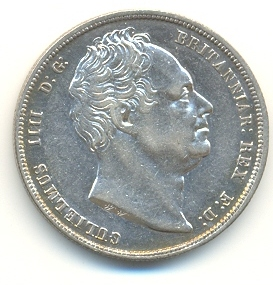
Mitja corona de l'any 1836.

Grey inicià un seguit de reformes que començaren amb la Reforma de la llei electoral de 1832. Aquesta reforma consistí en l'eliminació dels burgs podrits; és a dir, la descompensació existent entre l'assignació d'escons a les àrees rurals, controlades per grans latifundistes i aristòcrates que s'asseguraven fàcilment la seva elecció, i les àrees urbanes on la competició partidista era més important.
Altres reformes que tingueren un abast profund al país foren l'eliminació de l'esclavitud en 1833, que tot i que estava prohibida al Regne Unit des de 1807, no ho era a la resta de l'imperi, la limitació de la mà d'obra infantil a les indústries del país i l'establiment d'un seguit d'anomenades "poor laws" que garantien condicions mínimes de seguretat per tots els britànics. Alhora es reformaren els municipis i es crearen autèntiques corporacions democràtiques.
Durant el regnat de Guillem IV es visqueren un seguit de reformes que contribuïren decisivament en la instauració d'un règim polític avançat pel moment històric i alhora preparaven el país pel llarg i relativament tranquil regnat de la reina Victòria I del Regne Unit, la seva successora a partir de l'any 1837.
A la mort del rei, el Regne Unit i el regne de Hannover prengueren camins diferents per primera vegada des de l'any 1714. A Hannover, l'existència de la llei sàlica feu que el duc de Cumberland fos coronat rei amb el nom d'Ernest August I de Hannover, mentre que al Regne Unit, degut a la inexistència d'aquesta llei es coronà la princesa Victòria de Kent com a reina Victòria I del Regne Unit.

## Guillem VI al cinema
- Guillem surt a la pel·lícula Amazing Grace (2006) abans que fos rei, en manifestar-se contra l'abolició del tràfic d'esclaus.